# Ібрагіма Шишман-паші кампанія (1675)
Ібрагіма Шишман-паші кампанія 1675 року — вторгнення турецько-татарських військ на територію Правобережної України та Західної України під час Польсько-турецької війни 1672—1676 років (див. Польсько-турецькі війни XVI—XVIII століть).
У травні 1675 року султан Мегмед IV наказав турецькому полководцеві Ібрагіму Шишман-паші (тур. Şişman İbrahim Paşa) на чолі 60-тисячного війська вирушити в Україну. Протягом літа той завоював Рашків та Могилів (нині м. Могилів-Подільський), а потім рушив на Львів. Мужній опір загарбникам чинили мешканці населених пунктів Маначин (нині село в Хмельницькій області), Красилів, Ожигівці (нині село в Хмельницькій області), Волочиськ, Вишнівчик (нині село в Хмельницькій області), Скалат, Микулинці, Збараж, Будзанів (нині село Буданів у Тернопільській області), Янів (нині смт Івано-Франкове) та інші. Деякі загони Османської імперії були розгромлені підрозділами українського козацтва та коронного війська польського під Лешнівом (нині село біля Бродів), Щуровичами (нині село у Львівській області), Дубном, між Немировом і Брацлавом, під Кутківцями (нині село в Хмельницькій області), Дунаївцями (нині смт в Хмельницькій області) та на Подніпров'ї. Через це Ібрагім Шишман-паша відмовився атакувати Львів і 1 вересня захопив м. Підгайці, а від 11 до 24 вересня здійснював облогу міста Теребовля. Після підходу польських військ на чолі з Яном III Собеським війська Османської імперії спішно відійшли за Дністер і вирушили до Молдавського князівства.